# Саксаганська світа
Саксаганська світа — одна з п'яти світ Криворізького залізорудного басейну. Основна продуктивна товща Криворізького і Кременчуцького басейнів. Складається вона сланцевими (філітовидними, кумінгтонітовими, графітовими, хлоритовими, тальковими, біотитовими) і залізистими горизонтами, які перешаровуються. З залізистими кварцитами пов'язані поклади багатих залізних руд і кварцитів, придатних для збагачування. Потужність до 1200 м.
Мусковіт у кількості від 0-5 до 20-25 об'ємн.% присутній у центральних частинах сланцевих горизонтів, які мають найбільш чітко виражену аутигенно-метаморфогенну мінералогічну зональність.
Складається із семи горизонтів залізистих кварцитів і кварцито-сланців загальною потужністю до 1500 м, що чергуються, часом зливаються і виклинюються.
- І й II горизонти представлені магнетитовими роговиками з великим змістом залізистих силікатів і карбонатів та червоносмугастих магнетито-мартитовими роговиками із силікатами і карбонатами. Потужність залізорудних горизонтів 30-40 м, які розділяють сланцеві пачки на 5-15 м. Вміст заліза 30-35%.

- III горизонт — магнетито-карбонатних чи мартитових роговиків з численними прошарками сланців. Потужність 5-15 м, вміст заліза 25-30%.
- IV горизонт — середньосмугастих магнетитових і карбонатно-силікатно-магнетитових роговиків. Потужність 40-60 м, вміст заліза 34-37%.
- V горизонт представлений тонкошаровими «синіми» джеспілітами, з рудними мінералами — мартитом і дрібно розсіяним гематитом. Потужність від 30 до 130 м. Вміст заліза 35-42%.
- VI горизонт — середньо-грубошарових мартитових роговиків з окремими ділянками неокиснених магнетитових роговиків і пачками мартито-гематитових джеспілітів. Потужність горизонту 50-150 м. Вміст заліза 32-37%.
- VII горизонт — червоно-мартитових і мартитових роговиків з пачками червоних роговиків і ділянками магнетитових роговиків з карбонатами і силікатами. Потужність горизонту 100–600 м. Вміст заліза 20-30%.

Кварцити збагачуються з одержанням концентрату, агломерату і обкотишів. Подекуди кварцити оцінюють як виробне каміння. Інколи в них зустрічаються амфіболіт-асбест, соколине чи тигрове око, гірський кишталь і аметист.
Сланцьові горизонти складені різними кварцито-сланцевими породами. Ці породи при розробці залізорудних родовищ, головним чином, складаються у відвалах. Частково вони використовуються для виготовлення щебеню і для закладки старих гірничих виробок і зон зрушення. Алюмосилікатні відміни сланців придатні для виготовлення сланцепориту — легкого міцного тепло- і звукоізоляційного наповнювача бетону, подібного до керамзиту. З породами сланцевих горизонтів зрідка пов'язані прояви амфібол-азбесту і дещо підвищені концентрації золота. Багаті окислені руди сланцьових горизонтів відносяться до природних пігментів, необхідних для виготовлення стійких фарб.
Формування відбулося в ранньопротерозойський етап охарактеризувався теригенно-хемогенних товщ і проявленням ультраосновного вулканізму, що закарбувався у вигляді талькового горизонту, який підстилає залізорудний горизонт. Заключна стадія етапу ознаменувалася закриттям проторифту, проявленням зеленосланцевого (центральна частина структури) і епідот-амфіболітового (Північний і Південний райони Кривбасу) метморфізму, метасоматозу, складко- і насувоутворення. З цим етапом, ймовірно, необхідно пов'язувати і вкорінення Саксаганського тоналітового діапіра, а також формування Саксаганського насуву й утворення покладів багатих залізних руд.